# Pintillo
Pintillo är en ort i Mexiko.   Den ligger i kommunen Querétaro och delstaten Querétaro Arteaga, i den centrala delen av landet, 200 km nordväst om huvudstaden Mexico City. Pintillo ligger 2 023 meter över havet och antalet invånare är 1 035.
Terrängen runt Pintillo är kuperad norrut, men söderut är den platt. Runt Pintillo är det ganska tätbefolkat, med 120 invånare per kvadratkilometer. Närmaste större samhälle är Santa Rosa Jauregui, 7,0 km sydväst om Pintillo. Trakten runt Pintillo består i huvudsak av gräsmarker.